# Recopa Sudamericana 1991
La Recopa Sudamericana 1991 fue la tercera edición del torneo organizado por la Confederación Sudamericana de Fútbol que enfrentaba al campeón de la Copa Libertadores de América con el campeón de la Supercopa Sudamericana.
La competición debió haber sido disputada por los dos equipos campeones de los torneos organizados por la Conmebol el año anterior: la Copa Libertadores 1990 y la Supercopa Sudamericana 1990. Casualmente, ambas competencias fueron ganadas por el club paraguayo Olimpia, determinando, en consecuencia, que el título de la Recopa Sudamericana le fuera adjudicado automáticamente.
Erróneamente, esta edición ha sido registrada por Rec.Sport.Soccer Statistics Foundation (RSSSF) como correspondiente a la temporada 1990, lo cual no es efectivo, ya que la Confederación Sudamericana de Fútbol (Conmebol) confirmó en 2007 que se trata de la edición de 1991 del torneo internacional, contabilizada en forma oficial pese a no disputarse partido alguno.

## Equipo calificado
| Olimpia |                                             | Bandera de Paraguay |  | Campeón de la Copa Libertadores (1990) |
| Olimpia | Campeón de la Supercopa Sudamericana (1990) | Bandera de Paraguay |  |                                        |

## Campeón
|                             |
|                             |
| Campeón Olimpia 1.er título |